# 新阿基坦大区
新阿基坦（法語：Nouvelle-Aquitaine，法語：[nuvɛl akitɛn] ⓘ）是法國的一个大區，根據2014年大區重劃，合併阿基坦、利穆赞、普瓦图-夏朗德等三個大區而来，2016年1月1日起生效。

## 名稱

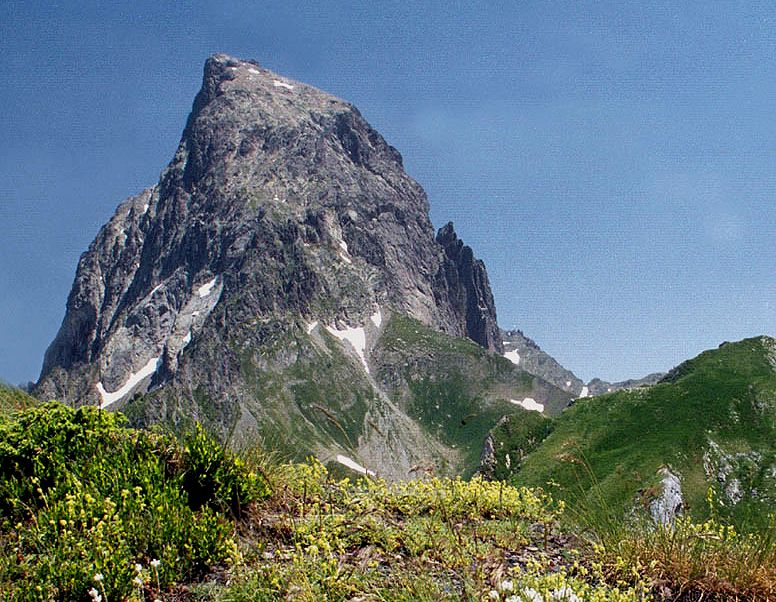
南奧索峰

该大区暫定名稱为阿基坦-利穆赞-普瓦图-夏朗德（Aquitaine-Limousin-Poitou-Charentes，简称ALPC）。2016年6月，由历史学家、原阿基坦大区副主席安妮-玛丽·科屈拉（Anne-Marie Cocula）领导的工作组提出了“新阿基坦”的名称，这个决定是广受欢迎的名称“阿基坦”（Aquitaine）在遭到利穆赞和普瓦图-夏朗德地区政治家的抵制之后做出的，而另一个广受欢迎的名称“大阿基坦”（Grande Aquitaine）因带有地方优越而被否决。2016年6月27日（截止日期7月1日的前几天），大区议会几乎一致通过了“新阿基坦”作为该大区名称。法国最高行政法院于2016年9月28日批准“新阿基坦”作为该大区的新名称，两天后生效。

## 地理

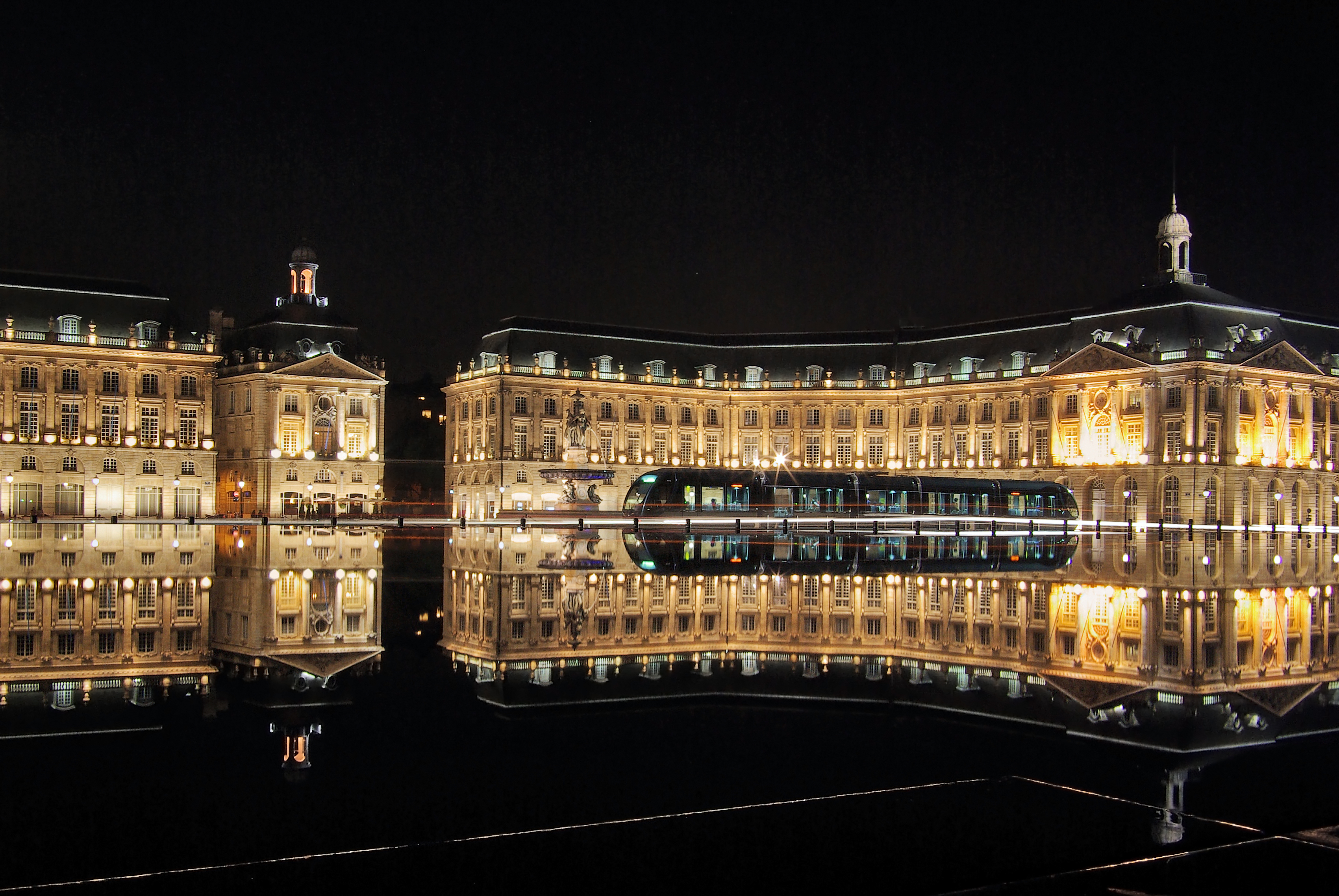
波爾多證券交易所與水之鏡

合併後新大區是法國西南部大區之一，面積有84,061平方公里，為大區重劃後最大的大區。以人口計，最大城市為波尔多，同樣亦是大區唯一的都會。

### 行政区划
| 编号 | 省份                 | 省会     | 区 | 县 | 市镇 | 人口（2024年估计） | 人口密度         | 面积         |
| ---- | -------------------- | -------- | -- | -- | ---- | ------------------ | ---------------- | ------------ |
| 16   | 夏朗德省（Charente）         | 昂古莱姆 | 3  | 19 | 366  | 34万9856人         | 58.74人/平方公里 | 5956平方公里 |
| 17   | 滨海夏朗德省（Charente-Maritime）     | 拉罗谢尔 | 5  | 27 | 463  | 66万1404人         | 96.36人/平方公里 | 6864平方公里 |
| 19   | 科雷兹省（Corrèze）         | 蒂勒     | 3  | 19 | 280  | 23万9384人         | 40.94人/平方公里 | 5857平方公里 |
| 23   | 克勒兹省（Creuse）         | 盖雷     | 2  | 15 | 256  | 11万3922人         | 20.47人/平方公里 | 5565平方公里 |
| 24   | 多尔多涅省（Dordogne）       | 佩里格   | 4  | 25 | 505  | 41万3192人         | 45.61人/平方公里 | 9060平方公里 |
| 33   | 吉伦特省（Gironde）         | 波尔多   | 6  | 33 | 535  | 170万7780人        | 171.2人/平方公里 | 9976平方公里 |
| 40   | 朗德省（Landes）           | 蒙德马桑 | 2  | 15 | 327  | 43万4933人         | 47.06人/平方公里 | 9243平方公里 |
| 47   | 洛特-加龙省（Lot-et-Garonne）      | 阿让     | 4  | 21 | 319  | 33万385人          | 61.63人/平方公里 | 5361平方公里 |
| 64   | 大西洋比利牛斯省（Pyrénées-Atlantiques） | 波城     | 3  | 27 | 546  | 70万6361人         | 92.40人/平方公里 | 7645平方公里 |
| 79   | 德塞夫勒省（Deux-Sèvres）       | 尼奥尔   | 3  | 17 | 256  | 37万3682人         | 62.29人/平方公里 | 5999平方公里 |
| 86   | 维埃纳省（Vienne）         | 普瓦捷   | 3  | 19 | 266  | 44万921人          | 63.07人/平方公里 | 6990平方公里 |
| 87   | 上维埃纳省（Haute-Vienne）       | 利摩日   | 3  | 21 | 195  | 37万337人          | 67.09人/平方公里 | 5520平方公里 |

## 歷史

十八世紀新阿基坦的各行省分布
吉耶讷與加斯科涅
普瓦圖
利穆贊行省
马尔什
桑通日行省
昂古穆瓦行省
欧尼斯行省
下納瓦拉與贝阿恩
索米魯瓦
其他

阿基坦、利穆赞、普瓦图-夏朗德，皆早於近世起已是法國一部分。
在羅馬帝國時代，阿基坦高盧行省最初的範圍是從庇里牛斯山至加龍河，之後，屋大維將加龍河至羅亞爾河間的土地併入。這段時間，阿基坦高盧行省的範圍擴展至塞文山脈，整個行省約占現今法國的三分之一。
西元4世紀，阿基坦行省分為三個行省：
- 東北部的第一阿基坦（Aquitania prima），範圍包括之後的法國行省貝里，波旁，奧弗涅、朗格多克的沃莱和熱沃當（Gévaudan），吉耶讷的鲁埃格、阿尔比茹瓦（Albigeois）地區和凯尔西，以及马尔什。
- 西北部的第二阿基坦（Aquitania secunda），範圍包括之後的波爾多地區、普瓦圖、桑通日、昂古穆瓦和吉耶讷西部。
- 南部的第三阿基坦（Aquitania tertia 或 Aquitania Novempopulana），範圍包括比戈爾、科曼日、阿马尼亚克、貝阿恩、巴斯克地區、加斯科涅等等。

西元5世紀，羅馬瓦解，西哥德人填補了這段權力真空的狀態。507年，法蘭克人與勃艮第人等盟友擊敗西哥德人。當克洛塔爾二世在629年逝世，他將阿基坦分給兒子查理貝爾特二世，首都設立在圖盧茲。西元八世紀，部分摩爾人來到阿基坦，但遭到查理·馬特驅離，之後成為卡洛林王朝的領土。
在加洛林王朝时代，阿基坦的自主性更进一步。阿基坦作为一个分王国而成为通常的王储的封地。阿基坦国王通常被封给王太子。
查理曼的子嗣不斷瓜分帝國，而阿基坦成為紐斯特里亞的領地。西元9世紀，當地的伯爵們漸漸脫離王國的統治。奧弗涅的 Bernard Plantevelue 與威廉一世父子曾自稱阿基坦公爵。威廉五世在普瓦圖建立新阿基坦公國。此時阿基坦範圍包括普瓦捷、奧弗涅和圖盧茲。西元1052年，威廉八世成為加斯科涅與阿基坦公爵，形成「君合国」體制（Personal union，多國共戴一君）。威廉九世公爵是位遊吟詩人，普瓦捷成為遊吟詩人創作詩歌的重鎮。當威廉十世去世，其女繼承人阿基坦的埃莉诺嫁給法蘭西路易七世，並參與十字軍東征，但之後她以同族血親婚姻無效為藉口，嫁給法國最大的競爭對手英格蘭亨利二世。埃莉諾之子理查一世與約翰和之後的繼承人成為英格蘭國王及阿基坦公爵。
在百年戰爭中，英格蘭愛德華三世在1361年建立阿基坦公國，但法國在1453年重新奪回該地。之後，阿基坦的歷史就成為法國歷史的一部份。
2016年大區重劃，三個大區合併，成為新阿基坦大區。

## 經濟

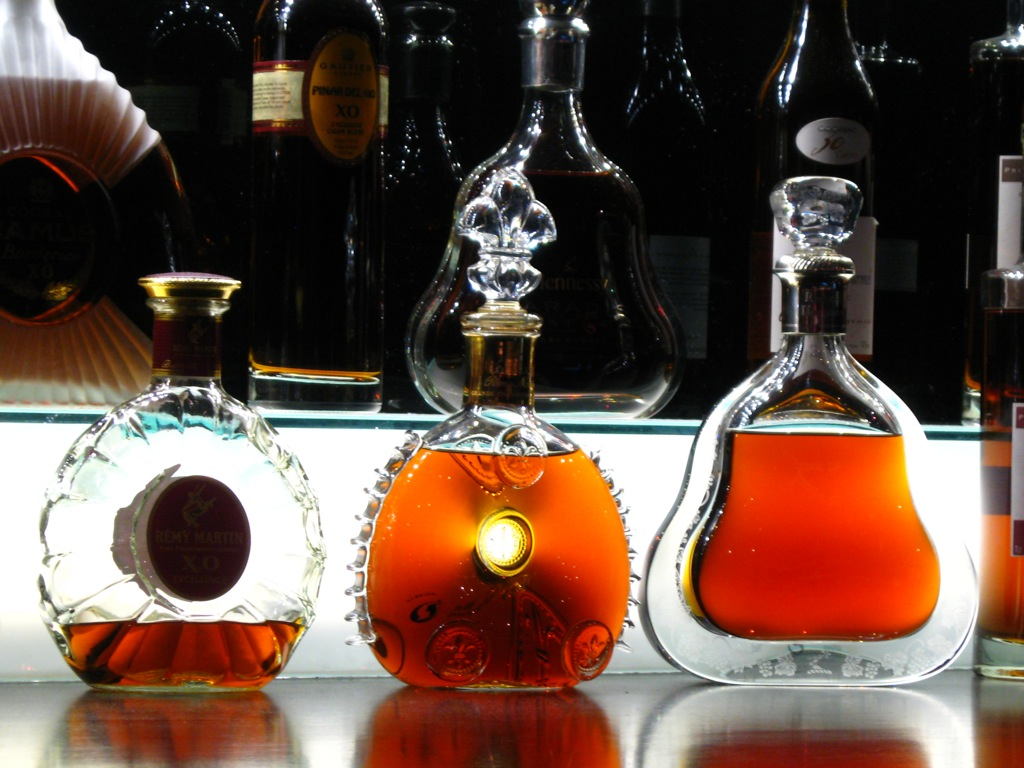
干邑白蘭地

大區所屬的範圍，傳統上是以釀造葡萄酒知名，最著名的有波爾多葡萄酒、干邑白蘭地。同時大區也有多個航空和軍事研發和製造基地。

## 語言
法語是主要語言。
其他當地語言還有各種奧克語方言，像是加斯科涅方言、奥弗涅方言、朗格多克方言、利穆赞方言、贝阿恩方言和马尔什方言等等。而最南端則有巴斯克語。
來自外地的移民將英語、西班牙語、阿拉伯語和其他非當地語言帶進新阿基坦。

## 飲食
新阿基坦以葡萄酒及相關產品而聞名：
- 雅馬邑（Armagnac）白蘭地的產區在新阿基坦境內。
- 貝傑拉克（Bergerac）葡萄酒產於多爾多涅省。
- 波爾多葡萄酒（英國稱為 Claret）產區可能是全世界最知名的紅酒產區。產地有龐馬魯（Pomerol）、聖愛美濃（Saint-Emilion）、格拉夫地區（法语：Graves_(région_naturelle)）（Graves）和梅多克。
- 利萊酒（Lillet），產自波爾多的加烈葡萄酒。
- 知名的甜酒苏玳（Sauternes）產於此地。
- 新阿基坦西南部也產酒，但通常不被歸為波爾多葡萄酒。
- 遊客常在行程中安排參觀酒窖。

知名的食物有：
- 肉醬（Pâté）一種混合肉和脂肪的肉醬，包括鵝肝醬和（Pâté basque）。
- 卡納蕾（Cannelé）。
- 卡酥來砂鍋（Cassoulet）一種白豆燉肉料理。
- 油封鴨（Confit de canard）。
- 多爾多涅省的松露（Truffe）。

## 交通

### 道路
- A10高速公路：通往巴黎
- A62高速公路：止於圖盧茲
- A63高速公路：貫穿法國西南部
- A83高速公路
- A89高速公路：直達里昂